# Hugh Jackman
Hugh Michael Jackman (Sydney, 12 ottobre 1968) è un attore australiano.
Attivo sia al cinema che a teatro, in particolare nei musical, è famoso soprattutto per l'interpretazione del mutante Wolverine, personaggio da lui interpretato per 24 anni, a partire da X-Men (2000) nella serie di film X-Men fino a Deadpool & Wolverine (2024) del Marvel Cinematic Universe.
La sua carriera annovera ruoli da protagonista in molti film di successo tra cui Kate & Leopold (per il quale ha ricevuto una candidatura ai Golden Globe), Scoop, The Fountain, The Prestige, Australia e Les Misérables: per quest'ultimo ruolo ottiene il plauso della critica, il Golden Globe per il miglior attore in un film commedia o musicale e la candidatura all'Oscar al miglior attore, ai BAFTA e agli Screen Actors Guild Awards.
Nel 2004 ha vinto il Tony Award al miglior attore protagonista in un musical e il Drama Desk Award per The Boy from Oz. Ha successivamente vinto un Tony Award Speciale.

## Biografia

### I primi anni in Australia
I suoi genitori si separarono quando aveva 8 anni e così è cresciuto con il padre e i fratelli dei genitori; studia giornalismo alla University of Technology di Sydney e si cimenta anche nel canto: interpreta il ruolo di Gaston nell'edizione australiana del musical Beauty and the Beast, iniziando una fortunata carriera come attore di musical che lo porterà, nel 1996, al ruolo di Joe Gills nell'edizione australiana di Sunset Boulevard di Andrew Lloyd Webber accanto a Debra Byrne.
Nel 1995 è tra i protagonisti della serie televisiva Corelli al fianco di Deborra-Lee Furness.

### 2000-2007: successo cinematografico

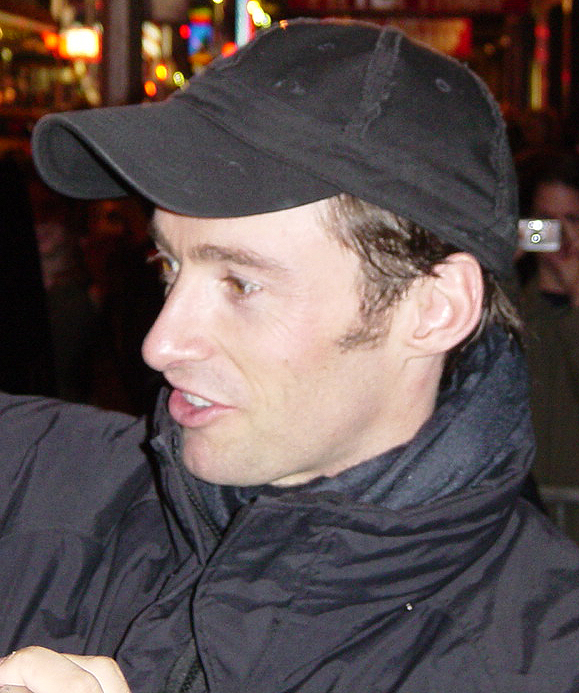
Hugh Jackman durante la produzione di The Boy From Oz a Broadway (2003)

Nel 1998, ormai ben noto in Australia ma ancora pressoché sconosciuto all'estero, fa il suo debutto nel Teatro del West End londinese interpretando il ruolo di Curly in Oklahoma! (personaggio che riprende l'anno successivo nella versione cinematografica diretta nel 1999 da Trevor Nunn). Il ruolo gli vale una candidatura all'Olivier Award, e contribuisce a farlo conoscere al grande pubblico anche al di fuori dell'Australia. Circa questa esperienza Jackman ha affermato "Sentivo di non poter fare nulla di più bello! Sotto alcuni punti di vista, quella produzione resterà sempre uno dei punti più alti della mia carriera".
Al cinema arriva al successo grazie a Bryan Singer, che lo sceglie per il ruolo di Wolverine nel suo film X-Men (2000). L'attore, in quel periodo ancora sconosciuto al grande pubblico, venne scritturato circa tre settimane prima dell'inizio delle riprese dopo il rifiuto di Russell Crowe, prima scelta del regista. Per riuscire ad interpretare il ruolo Jackman ha scelto di ispirarsi agli attori Clint Eastwood e Mel Gibson, il film si rivelerà un grande successo sia di pubblico che di critica.
Jackman interpreta il personaggio anche nei sequel X-Men 2 (2003), X-Men - Conflitto finale (2006), nello spin-off X-Men le origini - Wolverine (2009) e come cameo nel prequel X-Men - L'inizio (2011). Il penultimo di questi film è anche prodotto, e in parte sceneggiato, dall'attore.
In seguito al successo di X-Men, Jackman lavora assiduamente negli Stati Uniti, interpretando pellicole quali Codice: Swordfish e Kate & Leopold (in cui riceve una nomination al Golden Globe), cui segue il ruolo di Van Helsing nell'omonimo film, che omaggia anche altri personaggi horror prodotti dalla Universal: un grande successo al botteghino, ma anche oggetto di critiche negative.
Nel 2002 interpreta il ruolo di Billy Bigelow nell'edizione di Carousel, presentata alla Carnegie Hall, mentre nel 2003 debutta a Broadway come protagonista dell'acclamato spettacolo The Boy from Oz. La sua interpretazione del musicista Peter Allen riceve grandi apprezzamenti da parte di pubblico e critica, ottenendo, nel 2004, il Drama Desk Award e il Tony Award come miglior interpretazione maschile in un musical. Lo spettacolo resta in scena per quasi un anno, posizionandosi tra i maggiori successi della stagione (con un incasso di oltre 40 milioni di dollari) per poi chiudere allo scadere del contratto di Jackman.
Per le tre stagioni successive (2003, 2004 e 2005) Jackman presenta la cerimonia di premiazione dei Tony Awards, vincendo, nel 2004, anche l'Emmy come miglior presentatore.
Nell'estate del 2006 riprende per alcune settimane il ruolo Peter Allen nello show Boy From Oz - Arena Spectacular, un'edizione speciale del musical diretta da Kenny Ortega; l'autunno dello stesso anno lo vede protagonista nelle sale con i film Scoop di Woody Allen, The Prestige di Christopher Nolan e The Fountain - L'albero della vita di Darren Aronofsky.

### 2008-2011: Broadway

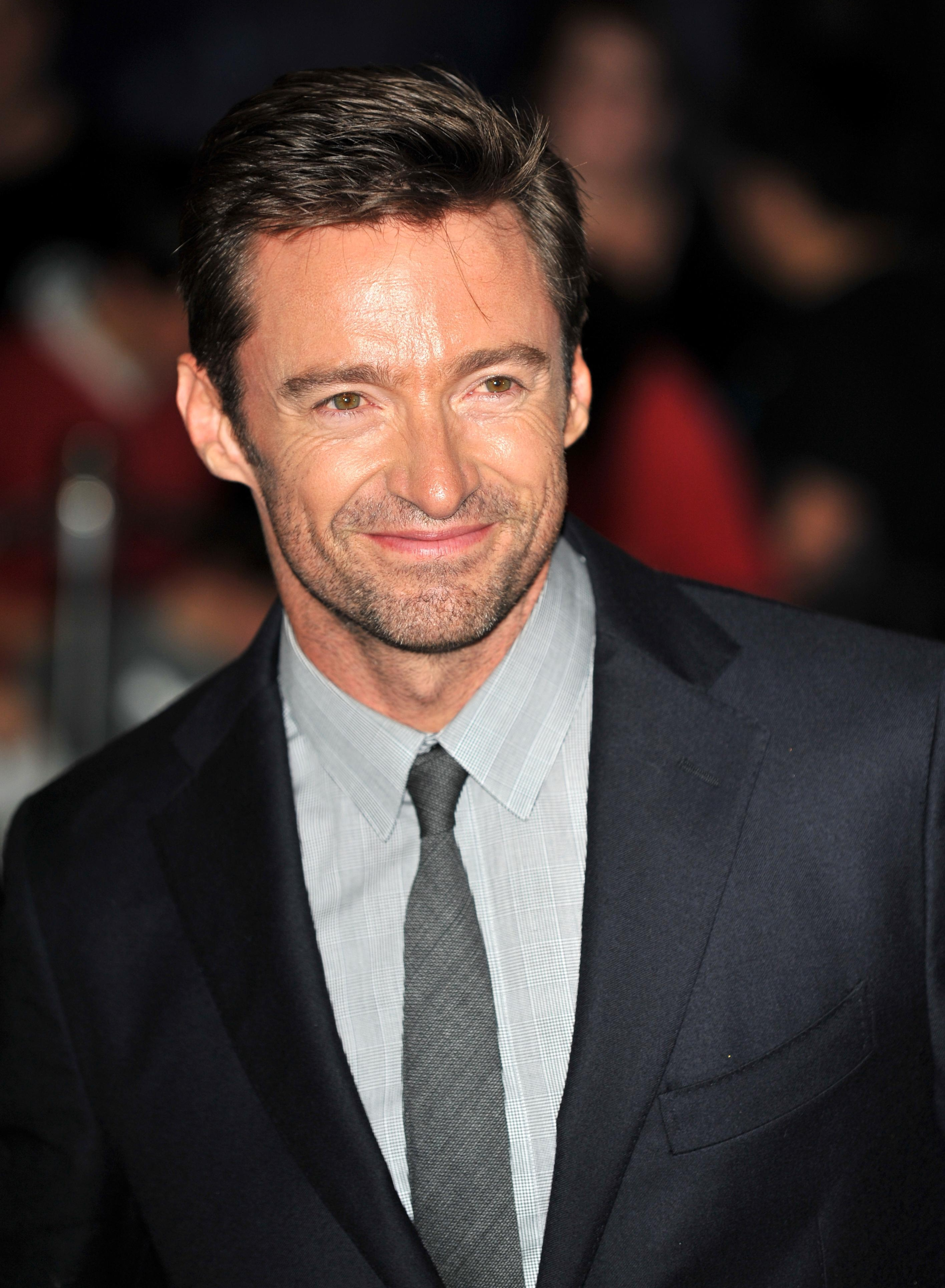
Hugh Jackman alla premiere di Sydney per Real Steel (settembre 2011)

Nel 2008 affianca Nicole Kidman in Australia di Baz Luhrmann, e nello stesso anno la rivista People lo proclama "Uomo più sexy del mondo" nella sua classifica annuale.
Nel 2009 riceve grandi apprezzamenti come presentatore della Notte degli Oscar, esibendosi in numeri di danza e canto. Nell'autunno 2009 è ancora a Broadway come protagonista della pièce A Steady Rain.
Nel maggio 2011 è in scena al Curran Theatre di San Francisco, in un one man show, in cui alterna brani musicali (inclusi estratti da Oklahoma! e The Boy from Oz) ad aneddoti e racconti sulla propria vita e carriera, e a momenti di interazione con il pubblico. Nell'ottobre 2011 torna nuovamente a Broadway con lo spettacolo Hugh Jackman, Back on Broadway, ispirato al precedente spettacolo di San Francisco in cui l'attore, accompagnato da un'orchestra di 18 elementi e da un ensemble di cantanti e ballerini, ripercorre i ruoli più importanti della sua carriera affiancati a molti classici di Broadway.
Nel 2011 è uscito il film Real Steel, diretto da Shawn Levy. Nello stesso anno partecipa al film Butter.

### 2012-oggi: successo di critica e ritorno a Wolverine
Nel 2012 interpreta Jean Valjean in Les Misérables di Tom Hooper, ruolo che gli è valso un Golden Globe come migliore attore protagonista in un film commedia o musicale, e una nomination all'Oscar come miglior attore protagonista. 
Wolverine - L'immortale, un sequel di X-Men le origini - Wolverine uscito nelle sale italiane il 25 luglio 2013, ritrova come protagonista Jackman nei panni dell'eroe canadese.  Questo film precede il sesto capitolo della saga, X-Men - Giorni di un futuro passato (2014), dove Jackman interpreta nuovamente il ruolo di Wolverine. Nel 2015 interpreta il famigerato pirata Barbanera nel film Pan - Viaggio sull'isola che non c'è.
Nel 2017 interpreta nuovamente Wolverine nel film Logan: The Wolverine, diretto da James Mangold, lo stesso regista di Wolverine - L'immortale, nello stesso film interpreta anche il villain X-24, il clone del protagonista. Nello stesso anno partecipa al musical The Greatest Showman, musical acclamato dalla critica dove recita insieme a Zac Efron, Zendaya, Michelle Williams e Rebecca Ferguson. Nel 2019 intraprende un tour musicale, The Man. The Music. The Show., in Europa e Stati Uniti d'America.
Nonostante dopo Logan: The Wolverine avesse annunciato l'addio al personaggio, nel 2024 riprende il ruolo nel film del Marvel Cinematic Universe Deadpool & Wolverine (come secondo protagonista al fianco di Ryan Reynolds nei panni di Deadpool), diretto da Shawn Levy, sebbene stavolta non si tratti della stessa versione originale interpretata nei precedenti film, ma una variante alternativa che indossa il costume giallo come nei fumetti e cartoni animati.

## Vita privata

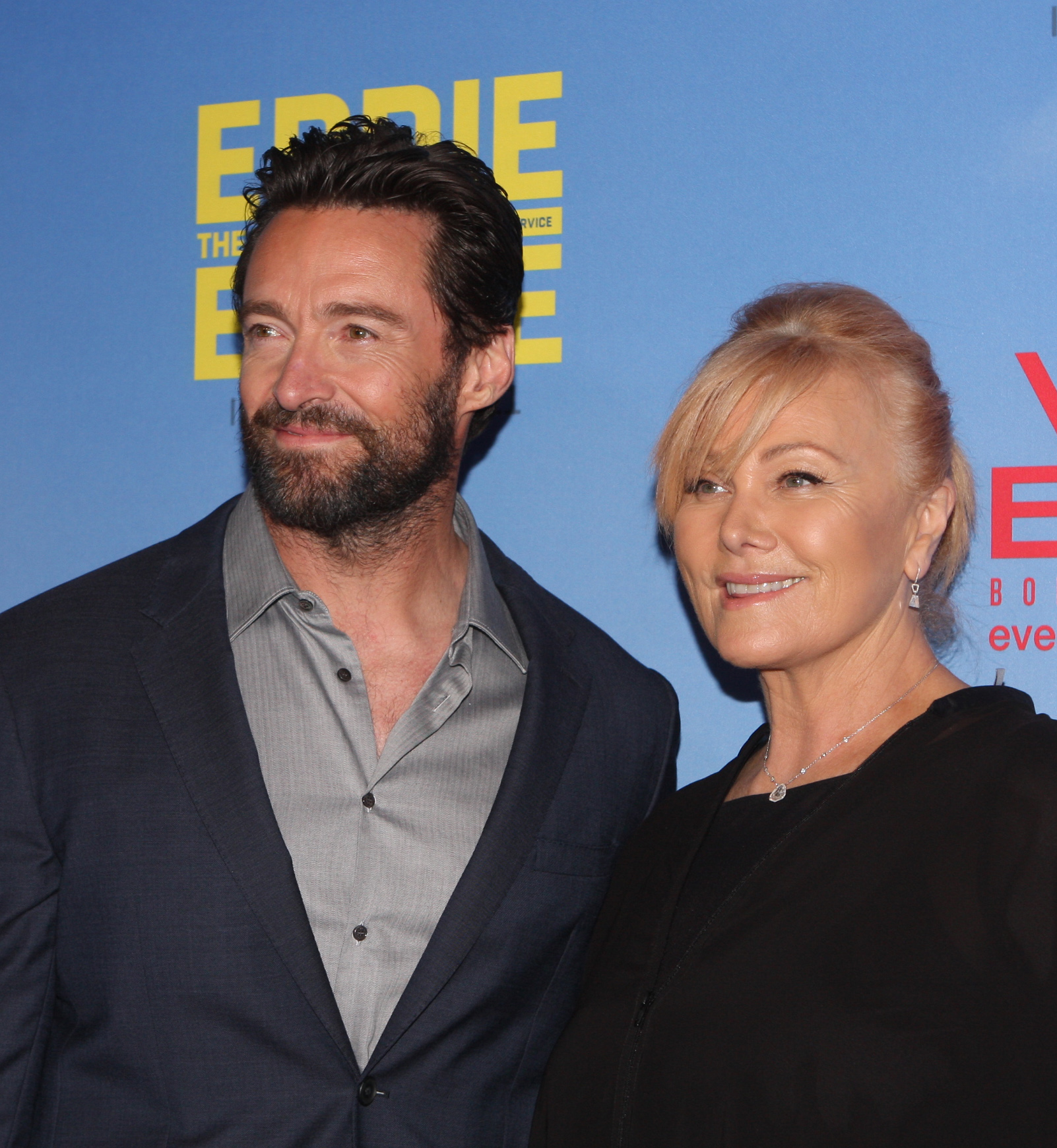
Hugh Jackman insieme alla moglie Deborra-Lee Furness alla prima di Eddie the Eagle - Il coraggio della follia (2016)

Nell'aprile del 1996 sposa l'attrice Deborra-Lee Furness, conosciuta sul set di Corelli. Avendo difficoltà ad avere figli e avendo sempre voluto adottarne, la coppia ne adotta due: Oscar Maximilian nel 2000 e Ava Eliot nel 2005. Nel settembre 2023 l'attore e la moglie hanno annunciato la separazione.
Il 22 novembre 2013 si è sottoposto ad un intervento per l'asportazione di un cancro alla pelle del tipo carcinoma basocellulare, operazione poi ripetuta il 9 maggio 2014 ed il 13 febbraio 2017. Nel giro di diciotto mesi ha subito l'asportazione di quattro tumori alla pelle.
È il padrino di Grace e Chloe, figlie del magnate dei media Rupert Murdoch. Il 13 dicembre 2012 ha ricevuto la stella nella Hollywood Walk of Fame, la numero 2487.

### Impegno sociale
Nell'agosto del 2015 ha esaudito il desiderio di un suo fan di nove anni affetto da fibrosi cistica, segnalato dall'associazione "Make a Wish", incontrandolo alla radio KIIS 1065 a Sydney.

## Filmografia

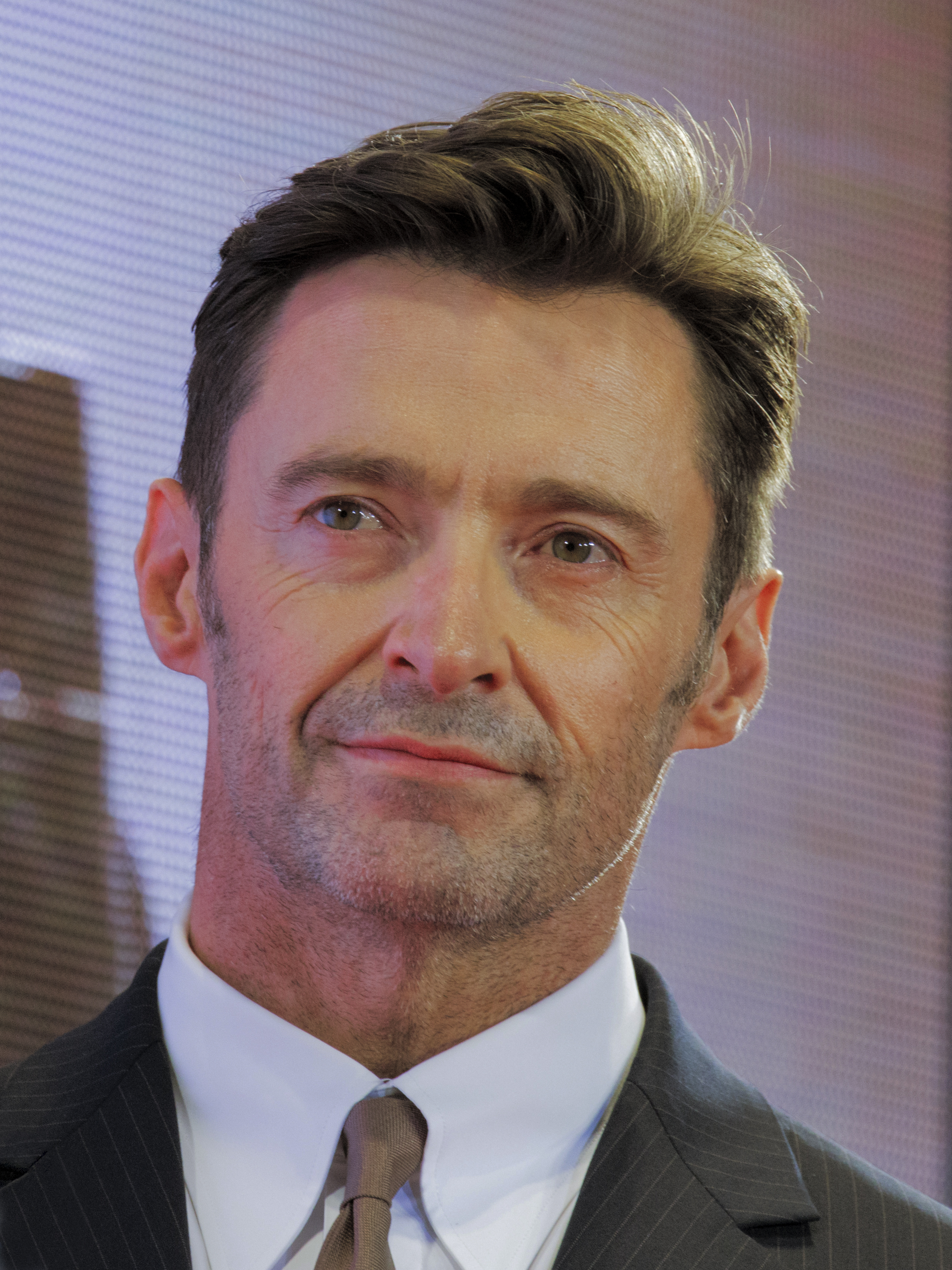
Hugh Jackman in Giappone per l'anteprima di Logan: The Wolverine nel 2017

### Attore

#### Cinema
- X-Men, regia di Bryan Singer (2000) – Logan / Wolverine
- Kate & Leopold, regia di James Mangold (2001)
- Qualcuno come te (Someone Like You...), regia di Tony Goldwyn (2001)
- Codice: Swordfish (Swordfish), regia di Dominic Sena (2001)
- X-Men 2 (X2), regia di Bryan Singer (2003) – Logan / Wolverine
- Van Helsing, regia di Stephen Sommers (2004)
- Stories of Lost Souls, di registi vari (2005)
- X-Men - Conflitto finale (X-Men: The Last Stand), regia di Brett Ratner (2006) – Logan / Wolverine
- Scoop, regia di Woody Allen (2006)
- The Fountain - L'albero della vita (The Fountain), regia di Darren Aronofsky (2006)
- The Prestige, regia di Christopher Nolan (2006)
- Sex List - Omicidio a tre (Deception), regia di Marcel Langenegger (2008)
- Australia, regia di Baz Luhrmann (2008)
- X-Men le origini - Wolverine (X-Men Origins: Wolverine), regia di Gavin Hood (2009) – Logan / Wolverine
- Il ventaglio segreto (Snow Flower and the Secret Fan), regia di Wayne Wang (2011)
- Butter, regia di Jim Field Smith (2011)
- X-Men - L'inizio (X-Men: First Class), regia di Matthew Vaughn (2011) – cameo non accreditato; Logan / Wolverine
- Real Steel, regia di Shawn Levy (2011)
- Les Misérables, regia di Tom Hooper (2012)
- Comic Movie (Movie 43), registi vari (2013)
- Wolverine - L'immortale (The Wolverine), regia di James Mangold (2013) – Logan / Wolverine
- Prisoners, regia di Denis Villeneuve (2013)
- X-Men - Giorni di un futuro passato (X-Men: Days of Future Past), regia di Bryan Singer (2014) – Logan / Wolverine
- Notte al museo - Il segreto del faraone (Night at the Museum: Secret of the Tomb), regia di Shawn Levy (2014) - cameo
- Humandroid (Chappie), regia di Neill Blomkamp (2015)
- Pan - Viaggio sull'isola che non c'è (Pan), regia di Joe Wright (2015)
- Eddie the Eagle - Il coraggio della follia (Eddie the Eagle), regia di Dexter Fletcher (2016)
- X-Men - Apocalisse (X-Men: Apocalypse), regia di Bryan Singer (2016) – cameo; Logan / Wolverine
- Logan: The Wolverine (Logan), regia di James Mangold (2017) – Logan / Wolverine
- The Greatest Showman, regia di Michael Gracey (2017) – Phineas Taylor Barnum
- The Front Runner - Il vizio del potere (The Front Runner), regia di Jason Reitman (2018)
- Bad Education, regia di Cory Finley (2019)
- Free Guy - Eroe per gioco (Free Guy), regia di Shawn Levy (2021) - cameo
- Frammenti dal passato - Reminiscence (Reminiscence), regia di Lisa Joy (2021)
- The Son, regia di Florian Zeller (2022)
- Deadpool & Wolverine, regia di Shawn Levy (2024) – Logan / Wolverine

#### Televisione
- Law of the Land – serie TV, episodio 3x13 (1994)
- Correlli – serie TV, 10 episodi (1995)
- Blue Heelers - Poliziotti con il cuore (Blue Heelers) – serie TV, episodio 2x33 (1995)
- La saga dei McGregor (Snowy River: The McGregor Saga) – serie TV, 5 episodi (1996)
- Nella mente dell'assassino (Profile of a Serial Killer), regia di Steve Jodrell – film TV (1998)
- Viva Laughlin – serie TV, episodio 1x01 (2007)
- Faraway Downs - miniserie TV (2024)

#### Cortometraggi
- Standing Room Only, regia di Deborra-Lee Furness (2004)
- Making the Grade, regia di Corey Smith (2004)
- Uncle Jonny, regia di Mark Constable (2008)

#### Documentari
- Zucchero! That Sugar Film (That Sugar Film), regia di Damon Gameau (2014)

### Doppiatore
- Van Helsing - La missione londinese (Van Helsing: The London Assignment), regia di Sharon Bridgeman – cortometraggio (2004)
- X-Men: Il gioco ufficiale (X-Men: The Official Game), regia di Brett Ratner – videogioco (2006)
- Giù per il tubo (Flushed Away), regia di David Bowers, Sam Fell (2006)
- Happy Feet, regia di George Miller (2006)
- X-Men le origini - Wolverine, regia di Margaret Tang – videogioco (2009)
- Le 5 leggende (Rise of the Guardians), regia di Peter Ramsey (2012)
- Quel fantastico peggior anno della mia vita (Me & Earl & the Dying Girl), regia di Alfonso Gomez-Rejon (2015) – cameo
- Mister Link (Missing Link), regia di Chris Butler (2019)
- Big Mouth – serie animata, episodio 5x01 (2021)
- Human Resources – serie animata, 10 episodi (2022-2023)
- I Simpson (The Simpsons) – serie animata, episodio 33x22 (2022)
- Koala Man – serie animata, 8 episodi (2023)
- Rick and Morty – serie animata, episodio 7x01 (2023)

### Produttore
- The Son, regia di Florian Zeller (2022)

## Teatro
- The Season at Sarsaparilla (1994)
- Thark (1994)
- La bella e la bestia (1995-1996)
- Sunset Boulevard (1997)
- Oklahoma! (1998-1999)
- Carousel (2002)
- The Boy from Oz (2003-2004)
- Boy From Oz - Arena Spectacular (2006)
- A Steady Rain (2009)
- Hugh Jackman, in Performance (2011)
- Hugh Jackman, in Concert (2011)
- Hugh Jackman, Back On Broadway (2011)
- The River (2014)
- Broadway To Oz (2015)
- Hugh Jackman The Show (2019)
- The Music Man (2021)

## Discografia
- 1995 – La bella e la bestia – Australian Cast
- 1998 – Oklahoma! – 1998 London Cast
- 2003 – The Boy from Oz (Original Broadway Cast)
- 2004 – Broadway's Greatest Gifts: Carols for a Cure Volume V
- 2017 – The Greatest Showman – cast soundtrack

## Riconoscimenti
- Premio Oscar

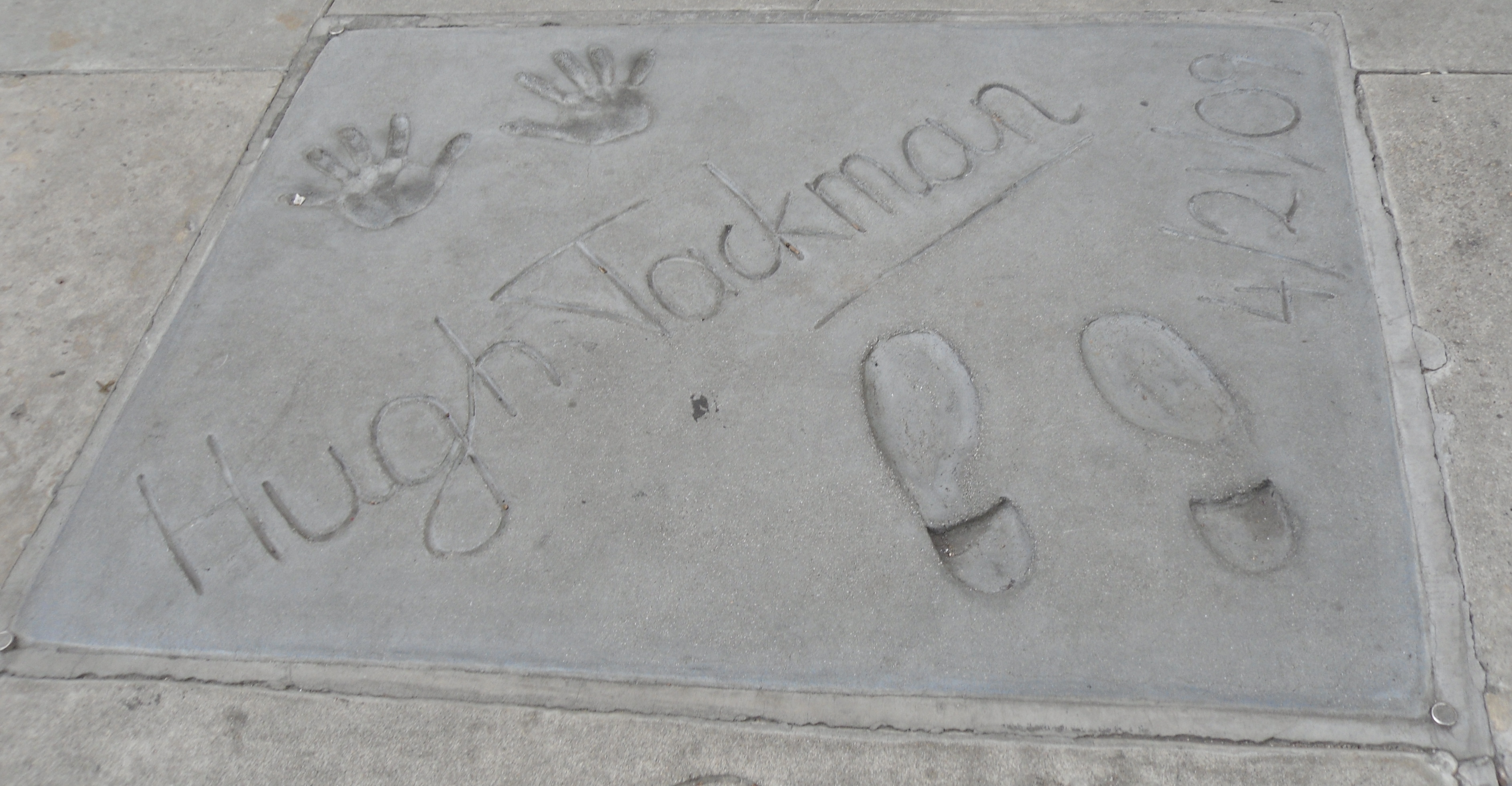
Le impronte di Hugh Jackman sul piazzale del Grauman's Chinese Theatre, Los Angeles (California)

  - 2013 – Candidatura al miglior attore per Les Misérables
- BAFTA
  - 2013 – Miglior attore protagonista per Les Misérables
- Golden Globe
  - 2002 – Candidatura al miglior attore in un film commedia o musicale per Kate & Leopold
  - 2013 – Miglior attore in un film commedia o musicale per Les Misérables
  - 2018 – Candidatura al miglior attore in un film commedia o musicale per The Greatest Showman
  - 2023 – Candidatura al miglior attore in un film drammatico per The Son
- Premio Emmy
  - 2005 – Miglior performance in un programma di varietà o musicale per la 58ema Cerimonia dei Tony Awards
  - 2006 – Candidatura alla miglior performance in un programma di varietà o musicale per la 59ema Cerimonia dei Tony Awards
  - 2009 – Candidatura alla Special Class Programs per i Premi Oscar 2009
  - 2015 – Candidatura alla Special Class Programs per la 68esa Cerimonia dei Tony Awards
  - 2020 – Candidatura al miglior attore protagonista in un film TV o miniserie per Bad Education
- Grammy Award
  - 2019 – Miglior raccolta di colonna sonora per arti visive per The Greatest Showman
- Saturn Award
  - 2001 – Miglior attore per X-Men
  - 2007 – Candidatura al miglior attore per The Fountain - L'albero della vita
  - 2013 – Candidatura al miglior attore per Les Misérables
  - 2018 – Candidatura al miglior attore per Logan: The Wolverine
- Drama Desk Award
  - 2004 – Candidatura al miglior attore in un musical per The Boy from Oz
- Tony Award
  - 2004 – Miglior attore protagonista in un musical per The Boy from Oz
  - 2012 – Tony Award Special Award for Extraordinary Contribution to the Theatre Community
  - 2022 – Candidatura al miglior attore protagonista in un'opera teatrale per The Music Man
- Teen Choice Awards
  - 2008 – Miglior attore in un film d'azione o avventura per X-Men le origini – Wolverine
- AFI Award
  - 2008 – AFI Award Readers' Choice
- People's Choice Awards
  - 2010 – Star preferita in un film d'azione per X-Men le origini - Wolverine
  - 2011 – Star preferita in un film d'azione per Real Steel
- Scream Award
  - 2011 – Miglior cameo per X-Men - L'inizio
- Critics' Choice Awards
  - 2013 – Miglior attore per Les Misérables
  - 2013 – Candidatura alla miglior canzone per Les Misérables
- Screen Actors Guild Award
  - 2013 – Candidatura al miglior attore cinematografico per Les Misérables
  - 2013 – Candidatura al miglior cast cinematografico per Les Misérables
- Kids' Choice Awards
  - 2014 – Candidatura allo spaccaosse preferito per Wolverine - L'immortale
  - 2015 – Candidatura all'attore cinematografico preferito per X-Men - Giorni di un futuro passato
  - 2015 – Candidatura all'attore preferito in un film d'azione per X-Men - Giorni di un futuro passato[30]
- MTV Movie & TV Awards
  - 2001 – Candidatura alla migliore performance rivelazione maschile per X-Men
  - 2001 – Candidatura alla miglior performance di gruppo per X-Men (condiviso con Halle Berry, James Marsden e Anna Paquin)
  - 2002 – Candidatura al miglior combattimento per X-Men 2 (condiviso con Kelly Hu)
  - 2010 – Candidatura al miglior combattimento per X-Men le origini - Wolverine (condiviso con Liev Schreiber e Ryan Reynolds)
  - 2017 – Candidatura alla miglior performance in un film per Logan: The Wolverine
  - 2017 – Miglior duo per Logan: The Wolverine (condiviso con Dafne Keen)

## Doppiatori italiani
Nelle versioni in italiano delle opere in cui ha recitato, Hugh Jackman è stato doppiato da:
- Fabrizio Pucci in X-Men, Kate & Leopold (entrambi i doppiaggi), X-Men 2, Van Helsing, Stories of Lost Souls, X-Men - Conflitto finale, The Fountain - L'albero della vita, X-Men le origini - Wolverine (film), X-Men - L'inizio, Real Steel, Les Misérables, Comic Movie, Wolverine - L'immortale, Prisoners, X-Men - Giorni di un futuro passato, Notte al museo - Il segreto del faraone, Humandroid, Pan - Viaggio sull'isola che non c'è, Eddie the Eagle - Il coraggio della follia, Logan: The Wolverine, The Greatest Showman, The Front Runner - Il vizio del potere, Bad Education, Frammenti dal passato - Reminiscence, The Son, Faraway Downs, Deadpool & Wolverine
- Francesco Prando in Codice: Swordfish, The Prestige (Robert Angier), Sex List - Omicidio a tre, Top Gear
- Riccardo Rossi in Qualcuno come te, Scoop, Il ventaglio segreto
- Vittorio Guerrieri in La saga dei McGregor
- Gabriele Trentalance in Nella mente dell'assassino
- Massimo De Ambrosis in The Prestige (Gerald Root)
- Adriano Giannini in Australia
- Alberto Bognanni in Butter
- Dario Oppido in Free Guy - Eroe per gioco

Da doppiatore è sostituito da:
- Fabrizio Pucci ne I Simpson, Van Helsing - La missione londinese, Le 5 leggende, Rick and Morty, Quel fantastico peggior anno della mia vita, Mister Link, Koala Man
- Claudio Moneta in X-Men le origini - Wolverine (videogioco)
- Francesco Prando in Giù per il tubo
- Roberto Pedicini in Happy Feet
- Fabrizio De Flaviis in Human Resources